# Бејфилд (Колорадо)
Бејфилд (енгл. Bayfield) град је у америчкој савезној држави Колорадо.

## Демографија
По попису из 2010. године број становника је 2.333, што је 784 (50,6%) становника више него 2000. године.
| Група             | 2000.         | 2010.         |
| Белци             | 1.337 (86,3%) | 1.899 (81,4%) |
| Афроамериканци    | 3 (0,2%)      | 5 (0,2%)      |
| Азијати           | 2 (0,1%)      | 6 (0,3%)      |
| Хиспаноамериканци | 162 (10,5%)   | 309 (13,2%)   |
| Укупно            | 1.549         | 2.333         |